# Justs Sirmais
Justs Sirmais, född 6 februari 1995 i Ķekava, är en lettisk sångare även känd under namnet Justs. Sirmais är känd för att ha deltagit i Supernova 2016, Lettlands uttagning till Eurovision Song Contest 2016, med låten "Heartbeat". Han vann uttagningen representerade Lettland i Eurovision 2016 med låten.

## Karriär
Sirmais föddes 1995 i staden Ķekava strax söder om Riga i centrala Lettland. Han studerade vid Rigas statliga gymnasium no. 1.
Den 31 januari 2016 meddelade Sirmais att han var en av 20 deltagande artister i Lettlands Eurovisionuttagning Supernova 2016. Han deltog i tävlingen med låten "Heartbeat" som både skrevs och komponerades av sångerskan Aminata Savadogo. Savadogo deltog själv i och vann Supernova 2015 med låten "Love Injected". I sitt heat den 7 februari vann Sirmais överlägset efter att ha fått över 40% av folkets röster. Han kom därmed att tävla i semifinalen den 21 februari. Sirmais vann även semifinalen utsågs genom folkets röster till vinnare av tävlingen 28 februari.
Sirmais tog sig igenom den andra semifinalen i Eurovision i Stockholm på en åttondeplats och placerade sig och Lettland på femtondeplats i finalen. Den 17 maj 2016 släppte han EP:n To Be Heard. Den 23 maj 2016 släppte han singeln "Ko Tu Dari?" (svenska: "Vad gör du?").